# 2011-es madridi műugró-Grand Prix-verseny
A Nemzetközi Úszószövetség (FINA) 2011-ben a 17. alkalommal rendezte meg február 18. és 20. között a műugró-Grand Prix-versenysorozatot, melynek első állomása a spanyolországi Madrid volt. Barta Nóra a selejtezőben – 29 indulóból 296,30 ponttal – hatodik lett, csakúgy mint később a középdöntő A csoportjában – ahol 271,15 pontot szerzett –, azonban eredménye nem volt elegendő a döntőbe való kvalifikációhoz.

## A versenyszámok időrendje
A GP eseményei helyi idő szerint:
| február 18., péntek | február 18., péntek | február 19., szombat | február 19., szombat | február 20., vasárnap | február 20., vasárnap |
| idő                 | esemény | idő                  | esemény | idő                   | esemény |
| ------------------- | --- | -------------------- | --- | --------------------- | --- |
| 09:30               | · nők 3 m-es műugrása (selejtező) · férfiak 10 m-es toronyugrása (selejtező) · nők 3 m-es műugrása (középdöntő)                                                | 09:30                | · férfiak 3 m-es műugrása (selejtező) · nők 10 m-es toronyugrása (selejtező) | 09:30                 | · férfiak 3 m-es szinkronugrása (döntő) · nők 10 m-es szinkronugrása (döntő) · férfiak 10 m-es szinkronugrása (döntő) · nők 3 m-es szinkronugrása (döntő) · ünnepélyes eredmény- hirdetés és díjkiosztó |
| 16:30               | · férfiak 10 m-es toronyugrása (középdöntő) · nők 3 m-es műugrása (döntő) · férfiak 10 m-es toronyugrása (döntő) · ünnepélyes eredmény- hirdetés és díjkiosztó | 16:00                | · nyitóünnepség · férfiak 3 m-es műugrása (középdöntő) · nők 10 m-es toronyugrása (középdöntő) · férfiak 3 m-es műugrása (döntő) · nők 10 m-es toronyugrása (döntő) · ünnepélyes eredmény- hirdetés és díjkiosztó | 09:30                 | · férfiak 3 m-es szinkronugrása (döntő) · nők 10 m-es szinkronugrása (döntő) · férfiak 10 m-es szinkronugrása (döntő) · nők 3 m-es szinkronugrása (döntő) · ünnepélyes eredmény- hirdetés és díjkiosztó |

## Éremtáblázat
| Helyezés | Ország      | Arany | Ezüst | Bronz | Összesen |
| 1        | Kína        | 6     | 4     | 0     | 10       |
| 2        | Kanada      | 1     | 1     | 0     | 2        |
| 3        | Ukrajna     | 1     | 0     | 4     | 5        |
| 4        | Oroszország | 0     | 3     | 0     | 3        |
| 5        | Ausztrália  | 0     | 0     | 1     | 1        |
| 5        | Svédország  | 0     | 0     | 1     | 1        |
| 5        | Kuba        | 0     | 0     | 1     | 1        |
| 5        | Brazília    | 0     | 0     | 1     | 1        |
|          | Összesen    | 8     | 8     | 8     | 24       |

## Versenyszámok

### Férfiak

#### 3 méteres műugrás
| Helyezés | Ország             | Név                      | Selejtező | Selejtező | Középdöntő | Középdöntő | Döntő   | Döntő  |
| Helyezés | Ország             | Név                      | Rangsor   | Pontok    | Rangsor    | Pontok     | Rangsor | Pontok |
| -------- | ------------------ | ------------------------ | --------- | --------- | ---------- | ---------- | ------- | ------ |
|          | Ukrajna            | Illja Kvasa              | 8         | 408.10    | 2          | 479.40     | 1       | 497.00 |
|          | Kína               | Li Si-hszin              | 1         | 479.85    | 1          | 481.60     | 1       | 483.35 |
|          | Brazília           | César Castro             | 3         | 435.10    | 4          | 443.55     | 3       | 469.45 |
| 4        | Kína               | Csang Hszin-hua          | 2         | 437.85    | 7          | 428.50     | 4       | 445.70 |
| 5        | Oroszország        | Jevgenyij Kuznyecov      | 7         | 409.10    | 3          | 465.50     | 5       | 437.25 |
| 6        | Németország        | Stephan Feck             | 10        | 392.95    | 5          | 437.20     | 6       | 433.60 |
|          |                    |                          |           |           |            |            |         |        |
| 7        | Franciaország      | Demian Cely              | 5         | 423.90    | 6          | 429.30     |         |        |
| 8        | Egyesült Királyság | Oliver James Dingley     | 9         | 407.90    | 8          | 423.60     |         |        |
| 9        | Franciaország      | Matthieu Rosset          | 4         | 426.65    | 9          | 421.50     |         |        |
| 10       | Egyesült Királyság | Jack David Laugher       | 12        | 385.85    | 10         | 413.10     |         |        |
| 11       | Ukrajna            | Olekszij Prihorov        | 6         | 414.55    | 11         | 407.40     |         |        |
| 12       | Olaszország        | Andreas Nader Billi      | 11        | 391.25    | 12         | 342.50     |         |        |
|          |                    |                          |           |           |            |            |         |        |
| 13       | Brazília           | Ian Matos                | 13        | 383.15    |            |            |         |        |
| 14       | Olaszország        | Tommaso Rinaldi          | 14        | 381.60    |            |            |         |        |
| 15       | Norvégia           | Espen Valheim            | 15        | 381.15    |            |            |         |        |
| 16       | Kanada             | Reuben Ross              | 16        | 379.30    |            |            |         |        |
| 17       | Mexikó             | Osiris Argote            | 17        | 374.60    |            |            |         |        |
| 18       | Hollandia          | Yorick de Bruijn         | 18        | 373.05    |            |            |         |        |
| 19       | Mexikó             | Jonathan Ruvalcaba       | 19        | 368.25    |            |            |         |        |
| 20       | Finnország         | Ville Antii Vahtola      | 20        | 363.70    |            |            |         |        |
| 21       | Németország        | Oliver Homuth            | 21        | 354.25    |            |            |         |        |
| 22       | Lengyelország      | Andrzej Rzeszutek        | 22        | 352.85    |            |            |         |        |
| 23       | Ausztrália         | Scott Robertson          | 23        | 350.10    |            |            |         |        |
| 24       | Grúzia             | Chola Chanturia          | 24        | 346.35    |            |            |         |        |
| 25       | Svájc              | Quentin Stoudmann        | 25        | 333.05    |            |            |         |        |
| 26       | Svédország         | Alexander Andrésen       | 26        | 329.10    |            |            |         |        |
| 27       | Norvégia           | Eirik Valheim            | 27        | 327.80    |            |            |         |        |
| 28       | Kuba               | Jorge Luis Pupo Carballo | 28        | 324.40    |            |            |         |        |
| 29       | Chile              | Diego Carquin            | 29        | 322.95    |            |            |         |        |
| 30       | Svédország         | Jonathan Jörnfalk        | 30        | 320.30    |            |            |         |        |
| 31       | Svájc              | Andrea Aloisio           | 31        | 313.70    |            |            |         |        |
| 32       | Oroszország        | Ilja Zaharov             | 32        | 293.90    |            |            |         |        |
| 33       | Grúzia             | Shota Korakhashvili      | 33        | 288.85    |            |            |         |        |
| 34       | Magyarország       | Turi Marcell             | 34        | 272.05    |            |            |         |        |

#### 3 méteres szinkronugrás
| Helyezés | Ország             | Név                                                  | Pontok |
| -------- | ------------------ | ---------------------------------------------------- | ------ |
|          | Kína               | Szun Cse-ji / Jü Lung-csi                            | 430.86 |
|          | Oroszország        | Jevgenyij Kuznyecov / Ilja Zaharov                   | 425.70 |
|          | Ukrajna            | Illja Kvasa / Olekszij Prihorov                      | 415.08 |
| 4        | Franciaország      | Damien Cely / Matthieu Rosset                        | 402.09 |
| 5        | Mexikó             | Rommel Pacheco / Jonathan Ruvalcaba                  | 392.61 |
| 6        | Grúzia             | Chola Chanturia / Shota Korakhashvili                | 355.80 |
| 7        | Kuba               | José Antonio Guerra Oliva / Jorge Luis Pupo Carballo | 354.72 |
| 8        | Egyesült Királyság | Jack David Laugher / Oliver James Dingley            | 340.29 |
| 9        | Hollandia          | Yorick de Bruijn / Ramon De Meijer                   | 330.66 |
| 10       | Norvégia           | Espen Valheim / Eirik Valheim                        | 330.21 |
| 11       | Svájc              | Quentin Stoudmann / Andrea Aloisio                   | 318.09 |
| 12       | Chile              | Donato Neglia Escudero / Diego Carquin Saavedra      | 259.62 |

#### 10 méteres toronyugrás
| Helyezés | Ország      | Név                           | Selejtező | Selejtező | Középdöntő | Középdöntő | Döntő   | Döntő  |
| Helyezés | Ország      | Név                           | Rangsor   | Pontok    | Rangsor    | Pontok     | Rangsor | Pontok |
| -------- | ----------- | ----------------------------- | --------- | --------- | ---------- | ---------- | ------- | ------ |
|          | Kína        | Jüan Cao                      | 2         | 542.05    | 1          | 593.70     | 1       | 576.30 |
|          | Kína        | Csou Lu-hszin                 | 1         | 564.30    | 3          | 501.75     | 2       | 538.05 |
|          | Ukrajna     | Olekszandr Bondar             | 5         | 467.10    | 2          | 519.20     | 3       | 500.60 |
| 4        | Oroszország | Viktor Minyibajev             | 6         | 453.35    | 4          | 495.35     | 4       | 490.15 |
| 5        | Kuba        | José Antonio Guerra Oliva     | 4         | 468.50    | 5          | 481.40     | 5       | 470.75 |
| 6        | Svédország  | Christofer Eskilsson          | 7         | 436.20    | 6          | 470.95     | 6       | 441.65 |
|          |             |                               |           |           |            |            |         |        |
| 7        | Ukrajna     | Anton Zaharov                 | 3         | 472.60    | 7          | 449.00     |         |        |
| 8        | Kanada      | Kevin Geyson                  | 10        | 395.25    | 8          | 439.30     |         |        |
| 9        | Mexikó      | Rommel Pacheco                | 9         | 403.40    | 9          | 422.65     |         |        |
| 10       | Mexikó      | Alberto Alcántara             | 12        | 384.35    | 10         | 399.90     |         |        |
| 11       | Kuba        | Jenklen Ernesto Aguirre Manso | 8         | 410.35    | 11         | 398.25     |         |        |
| 12       | Olaszország | Maicol Schuttari              | 11        | 392.45    | 12         | 389.35     |         |        |
|          |             |                               |           |           |            |            |         |        |
| 13       | Olaszország | Maicol Verzotto               | 13        | 374.25    |            |            |         |        |
| 14       | Brazília    | Hugo Pellicer Parisi          | 14        | 367.25    |            |            |         |        |
| 15       | Norvégia    | Amund Gismervik               | 15        | 330.95    |            |            |         |        |
| 16       | Hollandia   | Joey Van Etten                | 16        | 254.55    |            |            |         |        |

#### 10 méteres szinkronugrás
| Helyezés | Ország      | Név                                                       | Pontok |
| -------- | ----------- | --------------------------------------------------------- | ------ |
|          | Kína        | Jüan Cao / Csang Jen-csüan                                | 460.95 |
|          | Oroszország | Viktor Minyibajev / Ilja Zaharov                          | 439.59 |
|          | Kuba        | José Antonio Guerra Oliva / Jenklen Ernesto Aguirre Manso | 381.66 |
| 4        | Mexikó      | Rommel Pacheco / Jonathan Ruvalcaba                       | 367.50 |
| 5        | Olaszország | Maicol Verzotto / Maicol Schuttari                        | 352.38 |
| 6        | Ukrajna     | Olekszandr Bondar / Olekszandr Horskovozov                | 345.33 |

### Nők

#### 3 méteres műugrás
| Helyezés | Ország             | Név                    | Selejtező | Selejtező | Középdöntő | Középdöntő | Döntő   | Döntő  |
| Helyezés | Ország             | Név                    | Rangsor   | Pontok    | Rangsor    | Pontok     | Rangsor | Pontok |
| -------- | ------------------ | ---------------------- | --------- | --------- | ---------- | ---------- | ------- | ------ |
|          | Kanada             | Jennifer Abel          | 1         | 351,80    | 3          | 305,75     | 1       | 357,45 |
|          | Kína               | Vang Han               | 3         | 314,10    | 1          | 330,65     | 2       | 344,35 |
|          | Svédország         | Anna Lindberg          | 4         | 304,30    | 7          | 291,00     | 3       | 333,45 |
| 4        | Kína               | Liu Csiao              | 2         | 331,95    | 4          | 301,60     | 4       | 333,15 |
| 5        | Ausztrália         | Hannah Thek            | 12        | 267,70    | 5          | 297,10     | 5       | 326,80 |
| 6        | Ukrajna            | Hanna Piszmenszka      | 7         | 287,40    | 2          | 306,30     | 6       | 318,00 |
|          |                    |                        |           |           |            |            |         |        |
| 7        | Ukrajna            | Olena Fedorovna        | 5         | 302,90    | 6          | 296,80     |         |        |
| 8        | Franciaország      | Marion Farissier       | 8         | 278,70    | 8          | 289,90     |         |        |
| 9        | Kanada             | Amanda Moran           | 11        | 269,85    | 9          | 286,90     |         |        |
| 10       | Olaszország        | Elena Bertocchi        | 10        | 272,90    | 10         | 278,10     |         |        |
| 11       | Magyarország       | Barta Nóra             | 6         | 296,30    | 11         | 271,15     |         |        |
| 12       | Ausztria           | Sophie Somloi          | 9         | 275,65    | 12         | 256,40     |         |        |
|          |                    |                        |           |           |            |            |         |        |
| 13       | Oroszország        | Nagyezsda Bazsina      | 13        | 246,30    |            |            |         |        |
| 14       | Ausztrália         | Sherilyse Gowlett      | 14        | 243,20    |            |            |         |        |
| 15       | Mexikó             | Carolina Mendoza       | 15        | 242,85    |            |            |         |        |
| 16       | Franciaország      | Fanny Bouvet           | 16        | 236,05    |            |            |         |        |
| 17       | Magyarország       | Gondos Flóra           | 17        | 235,00    |            |            |         |        |
| 18       | Egyesült Királyság | Chloe Hurd             | 18        | 234,30    |            |            |         |        |
| 19       | Hollandia          | Inge Jansen            | 19        | 228,80    |            |            |         |        |
| 20       | Lengyelország      | Magdalena Chlanda      | 20        | 219,90    |            |            |         |        |
| 21       | Finnország         | Iira Laatunen          | 21        | 218,60    |            |            |         |        |
| 22       | Finnország         | Taina Karvonen         | 22        | 212,85    |            |            |         |        |
| 23       | Svájc              | Julie Baechtold        | 23        | 212,45    |            |            |         |        |
| 24       | Grúzia             | Salome Jugeli          | 24        | 199,70    |            |            |         |        |
| 25       | Svédország         | Johanna Johansson      | 25        | 190,90    |            |            |         |        |
| 26       | Mexikó             | Vianey Hernández       | 26        | 187,20    |            |            |         |        |
| 27       | Oroszország        | Jevgenyija Szeleznyeva | 27        | 181,20    |            |            |         |        |
| 28       | Lengyelország      | Patrycja Pyrzak        | 28        | 174,65    |            |            |         |        |
| 29       | Chile              | Paula Sotomayor Godoy  | 29        | 152,70    |            |            |         |        |

#### 3 méteres szinkronugrás
| Helyezés | Ország        | Név                                     | Pontok |
| -------- | ------------- | --------------------------------------- | ------ |
|          | Kína          | Vang Han / Cseng Csü-ilin               | 320.10 |
|          | Oroszország   | Nagyezsda Bazsina / Szvetlana Pilippova | 297.36 |
|          | Ukrajna       | Olena Fedorova / Hanna Piszmenszka      | 289.20 |
| 4        | Mexikó        | Daniela Ramírez / Laura Sánchez         | 278.25 |
| 5        | Franciaország | Fanny Bouvet / Marion Farissier         | 257.58 |
| 6        | Ausztrália    | Hannah Thek / Sherilyse Gowlett         | 257.40 |
| 7        | Magyarország  | Reisinger Zsófia / Gondos Flóra         | 250.86 |
| 8        | Finnország    | Iira Laatunen / Taina Karvonen          | 246.57 |
| 9        | Lengyelország | Patrycja Pyrzak / Magdalena Chlanda     | 242.10 |
| 10       | Chile         | Paula Sotomayor Godoy / Wendy Espina    | 220.86 |

#### 10 méteres toronyugrás
| Helyezés | Ország             | Név               | Selejtező | Selejtező | Középdöntő | Középdöntő | Döntő   | Döntő  |
| Helyezés | Ország             | Név               | Rangsor   | Pontok    | Rangsor    | Pontok     | Rangsor | Pontok |
| -------- | ------------------ | ----------------- | --------- | --------- | ---------- | ---------- | ------- | ------ |
|          | Kína               | Ma Sze-no         | 1         | 388.05    | 1          | 409.95     | 1       | 408.55 |
|          | Kína               | Ko Ting-ting      | 2         | 366.70    | 2          | 368.10     | 2       | 374.80 |
|          | Ausztrália         | Hannah Thek       | 9         | 284.65    | 6          | 306.55     | 3       | 307.00 |
| 4        | Egyesült Királyság | Brooke Graddon    | 8         | 286.35    | 4          | 310.95     | 4       | 295.70 |
| 5        | Ausztrália         | Rachel Bugg       | 5         | 307.65    | 7          | 303.90     | 5       | 282.95 |
| 6        | Ukrajna            | Julija Prokopcsuk | 4         | 327.45    | 3          | 317.25     | 6       | 282.20 |
|          |                    |                   |           |           |            |            |         |        |
| 7        | Franciaország      | Audrey Labeau     | 6         | 292.45    | 5          | 307.65     |         |        |
| 8        | Kanada             | Roseline Filion   | 3         | 345.80    | 8          | 302.35     |         |        |
| 9        | Németország        | Maria Kurjo       | 10        | 278.65    | 9          | 286.00     |         |        |
| 10       | Olaszország        | Brenda Spaciani   | 7         | 287.40    | 10         | 279.90     |         |        |
| 11       | Egyesült Királyság | Jenny Cowen       | 12        | 254.25    | 11         | 261.90     |         |        |
| 12       | Magyarország       | Kormos Villő      | 11        | 269.90    | 12         | 253.55     |         |        |
|          |                    |                   |           |           |            |            |         |        |
| 13       | Finnország         | Iira Laatunen     | 13        | 253.75    |            |            |         |        |
| 14       | Olaszország        | Giorgia Barp      | 14        | 252.25    |            |            |         |        |
| 15       | Németország        | Julia Stolle      | 15        | 249.45    |            |            |         |        |
| 16       | Mexikó             | Vianey Hernández  | 16        | 242.60    |            |            |         |        |
| 17       | Ukrajna            | Alina Csaplenko   | 17        | 196.50    |            |            |         |        |

#### 10 méteres szinkronugrás
| Helyezés | Ország             | Név                                  | Pontok |
| -------- | ------------------ | ------------------------------------ | ------ |
|          | Kína               | Liu Huj-hszia / Csu Csia-ming        | 346.92 |
|          | Kanada             | Meagan Benfeito / Roseline Filion    | 319.83 |
|          | Ukrajna            | Alina Csaplenko / Julija Prokopcsuk  | 296.52 |
| 4        | Németország        | Julia Stolle / Maria Kurjo           | 272.46 |
| 5        | Egyesült Királyság | Brooke Graddon / Jenny Cowen         | 263.31 |
| 6        | Mexikó             | Vianey Hernández / Cecilia Santillan | 216.60 |